# Société française de recherche sur les cellules souches
La société française de recherche sur les cellules souches (FSSCR, acronyme de son nom en anglais French Society for Stem Cell Research) est une association loi de 1901 créée afin de favoriser la recherche sur les cellules souches et de défendre ses intérêts.

## Histoire
Cette association est créée le 7 novembre 2016 à l’Institut Pasteur lors de la journée d’inauguration durant laquelle a lieu une assemblée générale constitutive qui élit le premier conseil d'administration. La directrice de recherche Cécile Martinat est élue présidente.

## Dirigeants
- Cécile Martinat depuis 2016[2]